# Melanoplex bucculentus
Melanoplex bucculentus là một loài tò vò trong họ Ichneumonidae.